# Leon Bianchi
Leon Bianchi (ur. 21 maja 1896 w Krakowie, zm. 6 października 1944 w Dössel, obecnie dzielnica Warburga) – podpułkownik dyplomowany saperów Wojska Polskiego, działacz niepodległościowy, kawaler Orderu Virtuti Militari.

## Życiorys
Ukończył 7 klas szkoły realnej w Tarnowie, gdzie zdał egzamin dojrzałości. W sierpniu 1914 wstąpił do Legionów Polskich, w których ukończył szkołę podoficerską, a następnie brał udział w walkach frontowych. 5 lipca 1916 roku został ranny w bitwie pod Kostiuchnówką i przebywał w szpitalu. Po rozwiązaniu Legionów został wcielony do cesarskiej i królewskiej armii.
1 listopada 1918 wstąpił do Wojska Polskiego. Początkowo służył jako oficer kompanii technicznej w 5 pułku piechoty Legionów w Tarnowie, a następnie był adiutantem batalionu w tym samym pułku. W 1919 walczył w obronie Lwowa. Pod koniec 1919 został przeniesiony do Dowództwa Okręgu Generalnego „Warszawa” w Warszawie na stanowisko referenta do spraw technicznych, gdzie pełnił służbę do października 1921. Następnie był zastępcą dowódcy batalionu zapasowego 5 pp Leg. Od grudnia 1922 był dowódcą kompanii saperów w 28 batalionie Straży Granicznej w Nowogródku. W latach 1923–1924 przebywał w rezerwie z przydziałem do 45 pułku piechoty Strzelców Kresowych w Równem. W 1924 został przeniesiony do korpusu oficerów rezerwowych inżynierii i saperów, i przydzielony do 7 pułku saperów wielkopolskich w Poznaniu. W kwietniu 1925, po ukończeniu IV Kursu Doskonalącego Oficerów Saperów w Oficerskiej Szkole Inżynierii w Warszawie został przeniesiony do 5 pułku saperów w Krakowie. Z dniem 1 lutego 1926 został przemianowany na oficera zawodowego w korpusie oficerów inżynierii i saperów. Od 1925 roku pełnił służbę w 5 psap. w Krakowie na stanowisku dowódcy batalionu saperów i adiutanta pułku, a od 26 kwietnia 1928 roku kwatermistrza pułku. 27 kwietnia 1929 został wyznaczony na stanowisko II oficera sztabu 4 Brygady Saperów w Krakowie. 31 marca 1930 został przeniesiony do Szefostwa Saperów MSWojsk. w Warszawie na stanowisko kierownika Referatu Ogólnego. 5 stycznia 1931 został powołany do Wyższej Szkoły Wojennej w Warszawie na dwuletni Kurs 1930–1932. Z dniem 1 października 1932, po ukończeniu kursu i otrzymaniu dyplomu naukowego oficera dyplomowanego został przeniesiony do Szkoły Podchorążych Inżynierii na stanowisko dowódcy batalionu szkolnego. W 1934 został przeniesiony do dowództwa 30 Poleskiej Dywizji Piechoty w Kobryniu na stanowisko szefa sztabu. Od listopada 1936 do 8 lipca 1938 dowodził batalionem mostowym w Kazuniu i częściowo w Twierdzy Modlin. Następnie został przeniesiony do rezerwy personalnej oficerów przy Inspektorze Saperów i przydzielony do składu osobowego inspektora armii „na odcinku Poznań”, gen. dyw. Tadeusza Kutrzeby na stanowisko oficera saperów.
W kampanii wrześniowej 1939 był dowódcą saperów Armii „Poznań”. Walczył w bitwie nad Bzurą. Dostał się do niewoli niemieckiej. Przebywał w oflagach VII A Murnau, VI B Dössel (nr jeniecki 4901/IV A). Zmarł 6 października 1944 w wyniku ran odniesionych podczas bombardowania oflagu VI B Dössel. Został pochowany na cmentarzu obozowym (płyta D42).

## Awanse
- podporucznik – 1 stycznia 1919
- porucznik – 1 lipca 1920
- kapitan – zweryfikowany ze starszeństwem z dniem 1 czerwca 1919 i 1425. lokatą w korpusie oficerów rezerwowych piechoty, po przeniesieniu do korpusu oficerów rezerwowych inżynierii i saperów zajmował 128. lokatę, 1 lutego 1926 został przemianowany na oficera zawodowego ze starszeństwem z dniem 1 lipca 1919 i 6. lokatą w korpusie oficerów inżynierii i saperów[17]
- major – 18 lutego 1928 ze starszeństwem z dniem 1 stycznia 1928 i 39. lokatą w korpusie oficerów inżynierii i saperów[18]
- podpułkownik – ze starszeństwem z dniem 1 stycznia 1936 i 10. lokatą w korpusie oficerów inżynierii i saperów (od 1937 korpus oficerów saperów, grupa liniowa)[19]
- pułkownik – pośmiertnie

## Ordery i odznaczenia
- Krzyż Srebrny Orderu Wojskowego Virtuti Militari nr 6545 – 17 maja 1922[20][19][21][22]
- Krzyż Niepodległości – 13 kwietnia 1931[23]
- Krzyż Walecznych – czterokrotnie[19][21]
- Złoty Krzyż Zasługi – 10 listopada 1928[24][25]